# アチハ
アチハ株式会社は、大阪府大阪市住之江区にある日本の鉄道車輌や発電機の部品など重量物の輸送、据え付け、及び風力発電設備建設運営、鉄道車輌の貸し出し、中古販売を行う複合企業。

## 沿革
- 1923年1月、初代・阿知波勝四郎、大阪で馬力輸送を主とする阿知波組設立[4]
- 1948年、業務再開
- 1954年11月、株式会社阿知波組設立[5]
- 1991年9月、3代目・阿知波毅が代表取締役に就任[6]
- 2000年9月、アチハ株式会社設立
- 2006年4月、4代目・阿知波孝明が代表取締役に就任
  - テーマパークの遊具設置業に進出
- 2007年6月、アチハが阿知波組の事業を承継
- 2010年、風力発電事業に進出[7]
- 2018年2月、唐津市相賀風力発電所完工、売電開始[8]
  - 3月、国鉄D51形蒸気機関車の動態保存、リース開始

### 受賞歴
- 2019年、「SMALL GIANTS AWARD 2019」特別賞（Forbes JAPAN）

## 本社・支店
本社
大阪市住之江区南港中1-1-67
ATCオフィス
大阪市住之江区南港北2-1-10 ATCビルITM棟5F
東京オフィス
東京都港区東新橋2-14-1 NBFコモディオ汐留4F
秋田オフィス
秋田県秋田市飯島字古道下川端220-11

## 子会社・関連会社
- アチハ警備保障

## その他
修羅の運搬、復元実験に協力
1978年、 三ツ塚古墳で発掘された修羅の運搬、及び復元実験に2代社長・阿知波直之、副社長でのち3代社長の阿知波毅が協力した
蒸気機関車-D51 827号の動態保存、貸し出し
個人所有のD51を譲り受けて改造、全国に貸し出しをしている。

## 報道
- 「現場を知りつくした強みを活かし商流をさかのぼる」【Bplatz】2017年2月17日付
- 「輸送会社の未来を拓いた「商流逆上がり」」【Forbes JAPAN】2019年03月07日付
- 「ブルートレインも「運んだ」技術　アチハ常務取締役・辻野卓さん」【産経】2021年7月23日付
- 超密着!世界の凄ワザランキング「(4)「巨大運搬&超危険ハンター&超高所プロ」」【NHKBS】2022年05月21日付
- 「風力発電のアチハ株式会社ー地球の未来のために、風車を一本でも多くー」【ASUENE MEDIA】2025年1月9日付